# Lendavske Gorice
Lendavske Gorice (madžarsko Lendvahegy) so naselje v Občini Lendava, ki se nahaja na območju istoimenskega gričevja (Lendavske gorice). Kraj je opredeljen kot območje, kjer avtohtono živijo pripadniki madžarske narodne skupnosti in kjer je poleg slovenščine uradni jezik tudi madžarščina.
V Lendavskih Goricah je umrl hrvaško-slovenski učitelj in pisatelj Janoš Murkovič.